# 장러핑
장러핑 (张乐平,  張樂平, 1910년 11월 10일 ~ 1992년 9월 27일)은 저장성 자싱시에서 태어난 중국의 만화가이다. 그는 중국 만화의 현대의 발전에 중요한 역할을 하였다. 그는 산마오(三毛)의 캐릭터로 기억되고 있다.
제1차 상하이 사변 때 그의 예술적 기량은 수요가 많았다. 중국은 출판물에서 반일 광고에 만화를 사용할 것이었다. 그의 만화 경력은 공식적으로 1934년에 시작되었는데, 1년 만에 항일만화 선전 팀의 일원이 되었다.
그가 1935년에 산마오를 처음 만들 때 그의 주요 목표는 어린이, 특히 고아의 눈을 통해 중국에 대한 일본 침략의 고통을 전달하는 것이었다. 그는 어린 희생자들, 특히 거리의 진짜 고아들에 대한 우려를 표현하고 싶었다. 그래서 산마오는 그 아이들의 상징이 되었다.
1950년대에는 상하이 인민미술출판사, 상하이에 기반을 둔 해방일보, 상하이청소년출판사에서 일했다.
문화대혁명 동안 장러핑는 박해를 받아 글을 쓰지 않을 수 없었다. 문화대혁명 이후 해방일보에서 어린이출판사로 옮겼다. 1977년 6월 1일, 10년의 공백 끝에 자신의 산마오 만화로 돌아왔다.